# Dual-Röntgen-Absorptiometrie

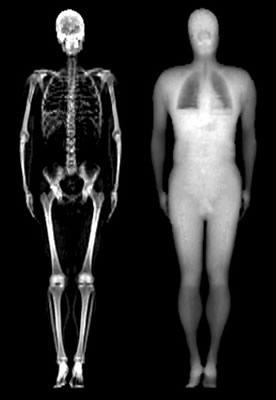
Ganzkörper-DEXA-Scan (links Knochen, rechts Weichteile)

Die Dual-Röntgen-Absorptiometrie (dual energy X-ray absorptiometry DXA, früher auch DEXA, deutsch Doppelröntgenabsorptiometrie) ist ein röntgendiagnostisches Verfahren zur Bestimmung der Körperzusammensetzung. Sie wird von einigen Autoren als eine Referenzmethode (Goldstandard) in diesem Bereich bezeichnet.

## Prinzip
Es werden zwei Aufnahmen mit unterschiedlicher Röntgenenergie (z. B. 40 und 70 keV) gemacht. Der Anteil des Weichteilgewebes an der Röntgenabsorption kann so subtrahiert werden.
Die Messung der Knochendichte wird standardmäßig an zwei Bereichen vorgenommen: Hüftgelenk und Lendenwirbelsäule und dauert ca. 15 bis 30 Minuten.
Im Rahmen von Ganzkörper-DXA-Messungen lässt sich neben der Knochendichte und -masse auch die Zusammensetzung des gesamten Körpers bestimmen. Dabei wird ein Modell des menschlichen Körpers mit drei Kompartimenten (abgegrenzten Teilen) genutzt: Fettmasse, Knochenmasse und sonstige Masse. Auf dieser Basis ist auch eine Berechnung der Skelettmuskelmasse möglich.

## Anwendungsbereiche
DXA ermöglicht eine Knochendichtemessung und somit die Erkennung einer Osteoporose. Sie ist ein weit verbreitetes Verfahren, um die Osteoporose möglichst frühzeitig zu erkennen.
Außerdem wird Ganzkörper-DXA im Zusammenhang mit ernährungsmedizinischen Untersuchungen, insbesondere bei Adipositas, genutzt.
In Deutschland dürfen wegen der Strahlenbelastung keine Messungen an Kindern und Jugendlichen mit dieser Methode durchgeführt werden. Auch bei Schwangeren scheidet die Methode aus. Die Strahlenbelastung bei einer Ganzkörpermessung, die zwischen 5 und 20 Minuten dauert, beträgt etwa 5–7  µSv.

## Kosten
Die Kosten für eine Messungen (2023 ca. 40–60 €) werden nur in bestimmten Fällen von den Krankenkassen bezahlt, nämlich bei dem Vorliegen einer Osteoporose mit stattgehabter Fraktur oder beim hochgradigen Verdacht auf Osteoporose, z. B.
- Knochenbrüchen
- speziellen Magendarm-Erkrankungen (Morbus Crohn, Colitis ulcerosa, Malabsorption)
- Kortisoneinnahme über längere Zeit
- einer Nebenschilddrüsen-Krankheit